# 조원태
조원태(趙源泰, 1976년 1월 25일 ~ )는 한진그룹 회장을 맡고 있는 대한민국의 기업인으로 KOVO 총재와 인천 대한항공 점보스의 구단주도 동시에 겸하여 맡고 있다.

## 생애
조중훈 한진그룹 창업주의 손자이자 조양호의 장남이다. 2004년 대한항공에 입사했고, 2009년부터 2010년까지 여객사업본부장을 지냈다. 2011년부터 경영전략본부장을 맡았다. 2014년 1월부터 대한항공 경영전략 및 영업부문 총괄부사장과 그룹경영지원실 실장, 한진칼 대표이사를 겸직했다. 2017년 7월 3일 한국배구연맹 총재로 취임했으며, 2019년 4월 24일 조양호 장례 8일만에 한진그룹 회장으로 취임했다. 코로나19로 어려움을 겪고 있는 대한항공의 경영을 정상화하고 대한항공과 아시아나항공의 통합을 안정적으로 이끄는 데 주력하고 있다. 대한항공 대표이사도 맡고 있다.

## 논란

### 인하대학교 부정 편입학
2018년 7월 11일 교육부에 따르면 인하대학교는 조원태를 부정 편입시켰을 뿐 아니라, 졸업 자격을 갖추지 못했음에도 학사 학위까지 수여한 것으로 드러났다. 당시 인하대학교는 편·입학 모집요강을 통해 ‘전문대학 졸업자 또는 1998년 2월 졸업예정자’ 이상의 학력을 요구했으나, 조원태는 미국의 2년제 대학인 힐버 칼리지 대학에서 학점과 평균 평점 미달로 졸업 요건을 갖추지 못하던 상황에서 인하대에 편입한 것으로 드러났다. 2003년 인하대를 졸업할 당시에도 조원태는 학사학위 취득에 필요한 140학점에 못 미치는 120학점을 취득했음에도 인하대는 조원태에게 학사학위를 수여했다. 이에 교육부는 인하대에 조원태의 3학년 편·입학과 학사 학위 취득에 문제가 있었다며 모두 취소할 것을 학교 측에 통보했다. 또 조원태가 석사학위를 받은 미국 남가주대학교에도 이 사실을 알려야 한다고 통보했다.

### 교통경찰 뺑소니 사건
조원태는 2000년 6월 차선을 위반하여 이를 단속하려던 교통경찰을 치고 100미터가량 달아나다 시민들에게 붙잡혀 공무집행 방해 혐의로 입건됐었다.

### 70대 노인 폭행 사건
조원태가 2005년 3월 22일 77세 여성을 폭행해 논란이 있었다. 조원태 당시 대한항공 경영전략본부 기획팀 부팀장은 서대문구 연세대 정문 앞에서 가족 5명을 태우고 운행하던 태씨 차량 앞으로 무리하게 끼어들기를 시도하며 태씨의 정차 요구를 무시하고 버스전용차로 등을 질주했다. 교통정체에 막혀 이화여대 후문 앞에서 멈춰야 했던 조씨는 태씨 일행과의 실랑이 과정에서 태씨의 어머니(77)를 밀어 넘어뜨려 입건됐었다. 땅에 머리를 부딪쳤던 태씨의 어머니는 5일간 병원에 입원했었으며. 자신의 어머니를 넘어뜨린 것에 격분해 조씨를 밀쳤던 태씨도 이 때문에 불구속 입건됐다.

### 인하대 시위자 폭언 논란
2012년 인하대 운영과 관련해 피켓시위를 벌이던 시민단체 관계자들에게 거친 말을 해 논란을 빚기도 했다. 조원태는 당시 인하대와 인하공전, 항공대를 운영하는 재단의 이사였다. 이후 2014년 12월 인하대 교수회로부터 재단 이사 사퇴를 요구받았다. 인하대 교수회는 당시 ‘새 총장 선임에 즈음한 교수회의 입장’이란 성명서를 발표하고“재단 이사장 자녀의 부적절한 언행이 사회적 지탄을 받고 있으며 대학 재단 이사장의 직계 자녀는 이사회에서 배제돼야 한다”고 요구했다. 당시 인하대 총장들은 3대 째 임기를 다 채우지 못하고 물러났다.

### 재산 편법 증식 논란
2015년 11월 조현아 전 대한항공 부사장, 조원태 대한항공 부사장, 조현민 대한항공 전무 등 조양호 회장의 세 자녀가 보유하던 싸이버스카이 지분을 대한항공에 모두 팔았다. 싸이버스카이는 대한항공 기내면세점 운영을 주력으로 하는 회사인데 오너 3세의 편법 재산 증식과 일감 몰아주기 논란을 빚어왔던 회사이다. 대한항공은 5일 조양호 회장의 3자녀가 보유한 싸이버스카이 주식 9만9900주 전량을 63억 원에 취득한다고 밝혔다. 한진그룹 오너 삼남매가 이 회사의 지분을 각각 33.3%씩 지분을 보유하고 있었다. 오너 일가의 개인회사인 셈이다. 싸이버스카이는 2014년에 매출 49억300만 원을 거뒀는데 그 중 대한항공과의 내부거래 비중이 81.5%에 이르렀었다.